# Estay

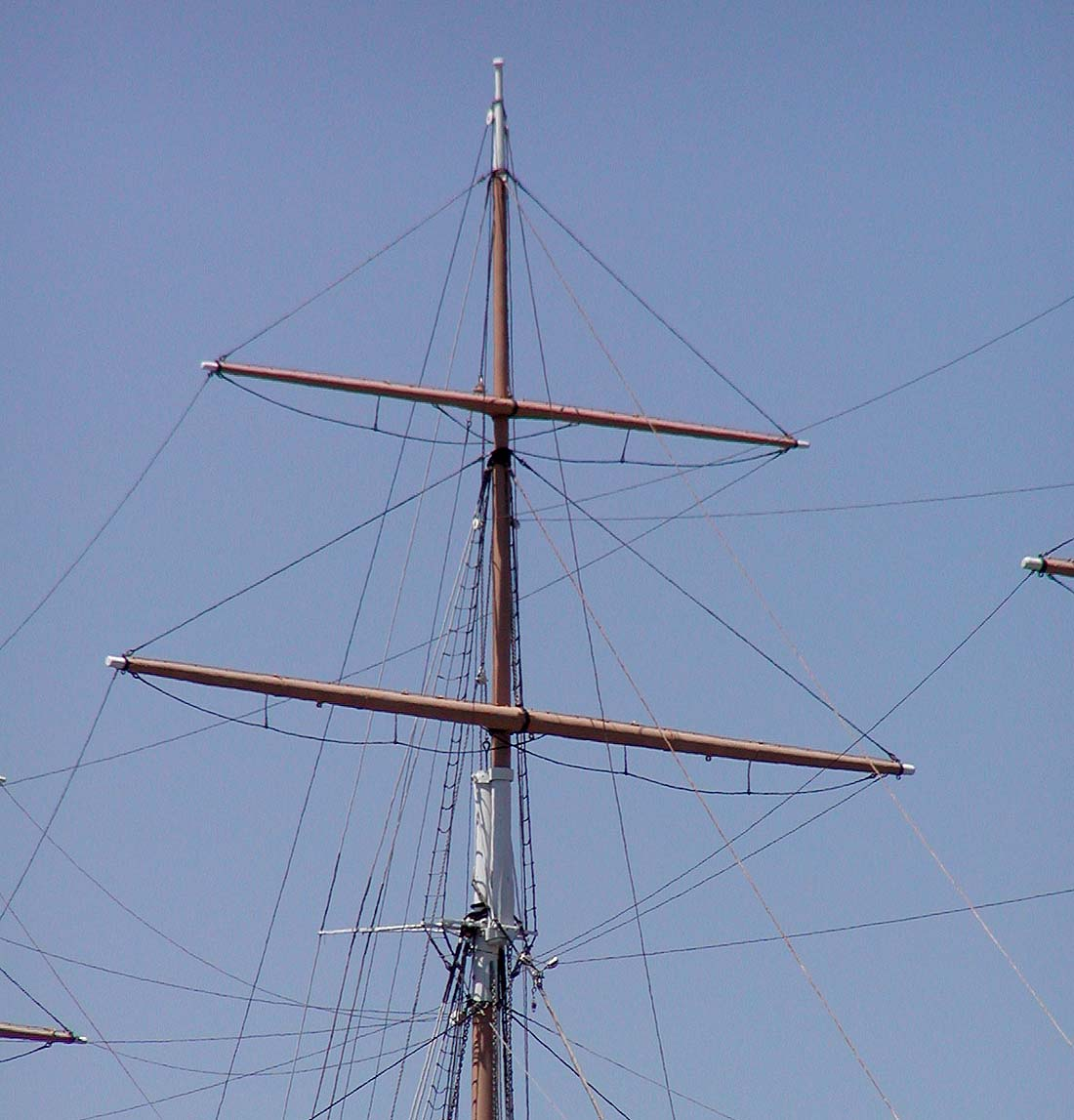
Jarcia de arboladura.

En náutica, el estay (pl. estayes, estáis) es la cuerda que sujeta todo mástil o mastelero para que no caiga hacia popa. (ing. stay).
Por tanto, es un cabo de mucha importancia y consecuencia, más grueso que los obenques del respectivo palo o mastelero, y va desde la encapilladura de estos hacia proa, haciéndose firme en esta el del palo mayor.

## Etimología
El vocablo estay, procede del flamenco antiguo staye, que significa ‘apoyo’, de allí su uso en náutica, como el cabo que sujeta el pie de un mastelero.
El término se mantiene casi sin cambios tanto en lenguas latinas (francés étai, portugués estai) como en germánicas (inglés stays, sueco stag).

## Descripción
Se llama estay, en el aparejo o arboladura de un buque propulsado a vela, a cualquier tipo de nervio metálico concebido para mantener un mástil en posición vertical o sujetar lateralmente el bauprés. Modernamente, a estos nervios se les llama, dependiendo de su posición respecto al palo, estayes (a proa) y brandales o baquestayes (a popa). Los estayes que sujetan el palo lateralmente, se denominan obenques y obenquillos, dependiendo de la longitud de los mismos (mayor y menor, respectivamente); estos últimos pueden incorporar flechastes. A estos elementos de la arboladura se les llama comúnmente jarcia fija o durmiente, dado que no suele ser ajustable (salvo el baquestay en yates de regatas contemporáneos y la jarcia completa del patín a vela).

## Tipos
El estay toma el título del palo o mastelero a que pertenece.

### Por su uso
- Estay de cabeza: es el que se hace firme en el tope para sujetar los mastelerillos o astas y el cabo que asegura por el extremo alto los palos de una cabria.

- Estay volante: es el que no se tesa con acollador, sino por medio de un aparejo, para que sea fácil arriarlo cuando convenga.

### Por su posición
1. Falso estay (contraestay): segundo estay, menos grueso que el principal, debajo de cual va colocado para su ayuda en los palos y masteleros mayores (fr. faux etai; ing. preventer stay; it. falso straggio, contra straggio).
2. Estay: (ing. triatic stay).

#### Estayes en trinquete (desde arriba hacia abajo)
| Estay de                  | Stay               | Desde                        | Hasta                                  |
| ------------------------- | ------------------ | ---------------------------- | -------------------------------------- |
| Asta bandera de trinquete | Fore flagpole      | Asta bandera de trinquete    | Mastelero Tormentin                    |
| Sobrejuanete de proa      | Fore royal         | Mastelerillo de sobrejuanete | Botalón de petifoque                   |
| Petifoque                 | Flying jibb        | Mastelero de juanete         | Botalón de petifoque                   |
| Juanete de proa           | Fore top gallant   | Mastelero de juanete         | Botalón de foque o Mastelero Tormentin |
| Foque exterior            | Outer jibb         | Mastelero de velacho         | Botalón de foque                       |
| Foque interior            | Inner jibb         | Mastelero de velacho         | Botalón de foque                       |
| Velacho                   | Fore top mast      | Mastelero de velacho         | Palo de Bauprés                        |
| Trinquete                 | Fore mast          | Palo de trinquete            | Palo de Bauprés                        |
| Contraestay de trinquete  | Foremast preventer | Palo de trinquete            | Palo de Bauprés                        |

#### Estayes en palo mayor (desde arriba hacia abajo)
| Estay de              | Stay             | Desde                              | Hasta                        |
| --------------------- | ---------------- | ---------------------------------- | ---------------------------- |
| Asta bandera de mayor | Main flagpole    | Asta bandera de mayor              | Mastelero de juanete de proa |
| Sobrejuanete mayor    | Main royal       | Mastelerillo de sobrejuanete mayor | Mastelero de juanete de proa |
| Juanete mayor         | Main top gallant | Mastelero de Juanete mayor         | Mastelero de velacho         |
| Gavia                 | Main top mast    | Mastelero de Gavia                 | Cubierta                     |
| Mayor                 | Main             | Palo mayor                         | Cubierta                     |
| Contraestay mayor     | Main preventer   | Palo mayor                         | Cubierta                     |

#### Estayes en mesana (desde arriba hacia abajo)
| Estay de               | Stay               | Desde                       | Hasta              |
| ---------------------- | ------------------ | --------------------------- | ------------------ |
| Asta bandera de mesana | Mizzen flagpole    | Asta bandera de mesana      | Palo mayor         |
| Sobreperico            | Mizzen royal       | Mastelerillo de sobreperico | Mastelero de Gavia |
| Perico                 | Mizzen top gallant | Mastelero de perico         | Palo mayor         |
| Sobremesana            | Mizzen top mast    | Mastelero de sobremesana    | Palo mayor         |
| Mesana                 | Mizzen             | Palo de mesana              | Palo mayor         |

## Expresiones
- Aculebrar o culebrar los estay:

- Poner en el estay: castigar a un marinero u hombre de mar, haciendo que permanezca por alún tiempo montado en un estay.